# Tom Gola
Thomas (Tom) Joseph Gola (Filadèlfia, Pennsilvània; 13 de gener de 1933 − ídem, 26 de gener de 2014) va ser un jugador de bàsquet estatunidenc que va jugar durant deu temporades en l'NBA. Amb 1,98 metres d'alçada, ho feia en la posició d'escorta.

## Equips
- Philadelphia Warriors (1955-1962).
- San Francisco Warriors (1962-1963).
- New York Knicks (1963-1966).